# Sulzbachtal
Sulzbachtal är en kommun i Landkreis Kaiserslautern i förbundslandet Rheinland-Pfalz i Tyskland. Kommunen bildades 7 juni 1969 genom en sammanslagning av Obersulzbach och Untersulzbach.
Kommunen ingår i kommunalförbundet Verbandsgemeinde Otterbach-Otterberg tillsammans med ytterligare 11 kommuner.